# 8071 Simonelli
8071 Simonelli este un asteroid din centura principală de asteroizi.

## Descriere
8071 Simonelli este un asteroid din centura principală de asteroizi. A fost descoperit pe 5 aprilie 1981 la Stația Anderson Mesa de Edward L. G. Bowell. El prezintă o orbită caracterizată de o semiaxă mare de 2,34 ua, o excentricitate de 0,06 și o înclinație de 3,4° în raport cu ecliptica.